# 周梁淑怡
周梁淑怡，GBS，OBE，JP（1945年1月25日—），廣東番禺人，成長於香港，曾任全国政协委员，是香港電視界人物，自由黨榮譽主席，前行政會議成員，前立法會新界西選區議員、前旺角區議會議員。
周梁淑怡是香港电视发展史的重要人物，其曾任香港三大免费电视台（無綫電視、已結束免費電視廣播的亚洲电视、已結業的佳艺电视）的管理层，为香港电视界、电影界、乐坛培育了台前幕后的多位人才。周梁淑怡以“唯才是用”、“人尽其才”等方法，提携多位各具特点的创作、制作人才，如王晶、甘国亮、谭家明、许鞍华、杜琪峰、徐克等。周梁淑怡主张以“创作主导制作”、“创作主导营运”的创新精神经营电视台。

## 生平
周梁淑怡早年在香港島中環雲咸街成長。由於父母喜愛京劇、粵曲和紹興戲，而且父親梁基浩經營電影發行及中環娛樂戲院（現為娛樂行）生意，她便對戲劇及電影產生了興趣。她曾就讀聖保羅男女小學、聖保羅男女中學（1960年中五，1962年中七畢業後成為該年兩名考入香港大學兼獲得名譽政府獎學金的其中一位優異生）及香港大學（1965年二級榮譽畢業，與梁文建為同屆畢業生）。在讀中學時期是合唱團成員，參加過歌唱比賽，曾夥拍黃霑一同參與星島歌唱比賽兼獲得冠軍。又出現於香港電台的播音節目中。中學畢業後，周梁淑怡到英國羅斯布魯佛朗誦及戲劇學院研究院（Rose Bruford College of Theatre & Performance）作研究，並且在英國皇家音樂學院戲劇院擔任教師及演員。當她在1966年大學畢業後，考慮過投身廣告界。適逢無綫電視為開台仍準備而公開招聘人才，周梁淑怡遂應徵電視台。

## 電視生涯
周梁淑怡是香港第一代資深電視人，是無綫電視開台階段的领军人物。除了為香港培養了無數幕前幕後的電視人才。她製作過不少膾炙人口的電視劇如《狂潮》、《家變》等，至今仍為人津津樂道。她在1966年入職無綫電視，是電視台開台的三十多位員工之一。其中一位澳洲籍的總經理Collins Bednall有意加設一個報告天氣的環節，其時到電視台面試的梁淑怡被安排擔任第一位天氣女郎一年，於新聞部工作。同期跟隨梁普智學做製作助理。周梁淑怡自1974年出任節目發展主任；一年後升任節目及製作經理；1976年至1977年期間出任助理總經理。她跳槽至佳藝電視前於1973年與許冠文、鄧偉雄以及劉天賜策劃了「香港小姐競選」。
1978年初，佳藝電視以高薪羅致本來已打算離開電視業界且已辭職的周梁淑怡出任總經理，但一年後因「七月攻勢」計畫失敗與「佳視六君子」引咎辭職。1980年代初，她出任富才製作有限公司主席及行政總裁。後於1987年被林百欣邀請出任亞洲電視行政總裁，到1991年任董事及顧問，1993年離任。出任富才製作有限公司高層期間為亞洲電視策劃亞洲小姐競選、電視先生競選、歌手及模特兒選秀比賽等節目。至2009年9月，她再次踏入電視圈，每週主持有線電視財經資訊台節目《周梁有請》。

## 從政時期
周梁淑怡於1975年為《歡樂今宵》製作了與社區互動的派發棉被活動。結果被政府高官相中其應對社區關係的能力，於是邀請她擔任總督特派廉政專員公署社區關係市民諮詢委員會委員和撲滅罪行委員會委員。直至1980年代初，港督麥理浩主動聯絡周梁淑怡。由於麥理浩認為她在委員會的表現不錯，便邀請她在1981年加入香港立法局，開啟了其從政之路。她在1981年被委任為香港立法局議員，後來出選功能組別。自1981年，她便歷任立法局議員、臨時立法會議員、立法會自由黨議員，是香港有史以來擔任香港立法機關時間最長的議員。亦是前行政會議成員。周梁淑怡在2000年被委任為香港旅遊協會主席；2001年旅遊協會改組為香港旅遊發展局後，她繼續出任主席。任內致力加強旅遊發展局與業界的聯繫，聯手推廣香港旅遊。在SARS疫症期間，香港旅遊業陷入低谷，經過旅發局與業界的努力，旅遊業發展才逐步回復。2002年獲授金紫荊星章。
2003年，自由黨因民情轉而反對二十三條立法，她的民望非常高，故在2004年香港立法會選舉，第一次代表自由黨於新界西參與地區直選，首次成為地區直選立法會議員。2008年香港立法會選舉，周梁淑怡在新界西地區直選中落敗，決定辭去自由黨副主席，未幾向時任行政長官曾蔭權辭去行政會議成員。曾蔭權當時表示會因應政治形勢，對其請辭作出慎重考慮。最終曾蔭權於9月19日接納其請辭。在2012年12月，周梁淑怡在沒有競爭的情況下，自動當選自由黨主席，接替因落選立法會議員而在9月辭任主席的劉健儀。而立法會議員方剛及鍾國斌則擔任副主席。其後重返立法會的田北俊成為首任自由黨黨魁，自由黨正式實施「黨政分家」。

### 退出及喪失自由黨榮譽主席
2022年8月10日，3人即時喪失榮譽主席，包括田北俊、周梁淑怡及劉健儀等人，並一同退出辭去自由黨榮譽主席。

## 家庭生活
周梁淑怡的亡夫周明權生前曾任職工程師及香港考試及評核局前主席，二人婚後育有兩名女兒周智美及周智琪，皆已婚。

## 公共服務

### 現任
- 自由黨中央委員會委員
- 自由黨主席
- 策略發展委員會委員
- 大珠三角商務委員會委員
- 「優質旅遊服務」協會執行委員會名譽顧問
- 香港大學校董會成員
- 香港知識產權會主席
- 香港設計中心董事會成員
- 香港設計師協會榮譽顧問
- 兒童心臟基金會榮譽資助人
- 樂智協會贊助人
- 防止虐待兒童會顧問
- 第十二屆全國政協委員

### 曾任
- 總督特派廉政專員公署社區關係市民諮詢委員會委員（1975）
- 香港崇德社主席（1976-1977）
- 撲滅罪行委員會委員（1976-1981）
- 市政局議員（1980-1984）
- 香港法律改革委員會委員（1980-1984）
- 香港房屋協會執行委員會委員（1981-1984）
- 立法局議員（1981-1995）
- 旺角區議員（1982-1984）
- 表演藝術發展局委員（1982-1986）
- 香港家庭計劃指導會傳播及推進工作委員會委員（1984-1985）
- 消費者委員會主席（1984-1988）
- 香港演藝學院董事局委員（1984-1988）
- 1985年國際青年年委員會主席
- 香港房屋委員會委員（1986-1988）
- 總督特派廉政專員公署貪污問題諮詢委員會委員（1986-1988）
- 教育統籌委員會委員（1990-1992）
- 行政局議員（1991-1992）
- 自由黨中央常務委員會主席（1992-1995）
- 立法局議員「功能界別－批發及零售界」 (1995-1997)
- 旅遊服務業協會名譽顧問（1995-2003）
- 中小型企業委員會會員（1996-2000）
- 香港知識產權會會董（1996-2003）
- 香港零售管理協會名譽顧問（1996-2004）
- 香港特區政府臨時立法會議員（1997-1998）
- 立法會議員「功能界別－批發及零售界」（1998-2004）
- 電影服務諮詢委員會委員（1998-2004）
- 香港旅遊協會理事會理事（1999-2000）
- 電影發展基金審核委員會委員（1999-2004）
- 香港機場管理局董事局成員（1999-2005）
- 立法會內務委員會主席（2000-2003）
- 「優質旅遊服務」計劃副贊助人（2000-2003）
- 「優質旅遊服務」委員會委員（2000-2003）
- 香港貿易發展局理事會成員（2000-2007）
- 香港旅遊發展局主席（2000-2007）
- 「優質旅遊服務」委員會主席（2003-2007）
- 航空發展諮詢委員會成員（2005-2007）
- 西九龍文娛藝術區核心文化藝術設施諮詢委員會成員及轄下表演藝術與 旅遊小組（2006-2007）
- 全職立法會議員（代表新界西2004-2008)
- 自由黨副主席
- 行政會議成員

## 電視製作

### 编导
- 双星报喜（無綫電視，1971-1972年）

### 監製
- 芳芳的旋律（無綫電視，1969年）
- 民間傳奇（無綫電視，1974年）
- 狂潮（無綫電視，1976年）
- 家變（無綫電視，1977年）
- 金刀情俠（佳藝電視，1978年）
- 名流情史（佳藝電視，1978年）

### 主持
- 電視天氣報告（無綫電視，1970年）
- 周梁有請（有線電視，2009年）